# جامعة فوبرتال
جامعة فوبرتال (بالإنجليزية: University of Wuppertal)‏ هي جامعة في ألمانيا أُسِّسَت عام 1972.

## إحصائيات
يبلغ عدد طلاب الجامعة 20,000 طالب.